# IC 4344
IC 4344 — галактика типу SB () у сузір'ї Волопас.
Цей об'єкт міститься в оригінальній редакції індексного каталогу.